# Schurveling

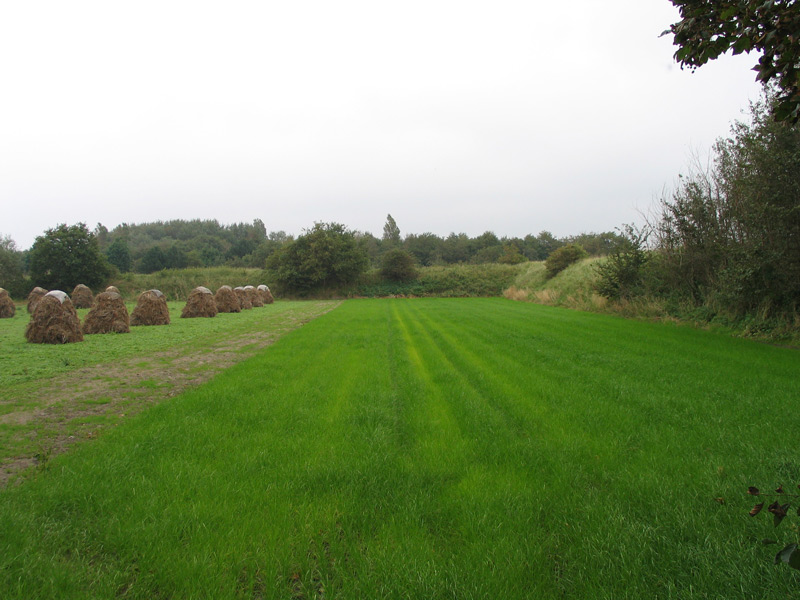
Schurveling in de omgeving van Ouddorp op Goeree

Een schurveling is een beplante wal met een hoogte variërend van 1 - 1½ meter rondom een akker. Na het uitmijnen (afgraven van omliggende akkers) van de grond zijn veel karakteristieke schurvelingen verdwenen onder de zogenoemde zandwallen. Deze zandwallen zijn aanzienlijk hoger (2-5 meter). Een van de weinige plaatsen in Nederland waar dit type landschap nog voorkomt is in en rond Ouddorp, in de binnenduinrand van Goeree-Overflakkee. Ze vormen daar samen het zo genaamde schurvelingenlandschap. Het zandwallen/schurvelingengebied van Ouddorp is uniek, niet alleen op Goeree-Overflakkee, maar ook daarbuiten. Er is geen gebied waar zoveel zandwallen en schurvelingen op zo’n relatief kleine oppervlakte zijn te vinden. Het gebied staat, ondanks het besef van iedereen dat het een uniek gebied is, onder grote druk. In de jaren 60 en 70 is ongeveer 1/3 deel van het open zandwallengebied omgevormd tot recreatieterrein. Momenteel stoppen veel boeren uit het gebied met hun bedrijf. Ze verkopen hun grond en boerderijen, waarna de percelen vaak worden omgevormd tot paardenwei of tuin. Ook verdwijnen karakteristieke boerderijen om plaats te maken voor minder streekeigen bebouwing. Ondanks de beschermde status van de zandwallen worden ze met enige regelmaat vergraven of ingericht als tuin.

## Akkers
De zanderige akkers waren niet erg vruchtbaar of te droog voor landbouw. Aan de zuidzijde van Ouddorp lag iets dieper vruchtbare klei. Het zand werd weggehaald en rondom de akker en soms over de schurvelingen gelegd. Men kwam hierdoor dichter bij het grondwater en bij de klei. Zo ontstonden kleine akkertjes omringd door zandwallen. De resulterende wallen werden 2 tot 4 meter hoog. Deze worden nog steeds schurvelingen of in het dialect 'hoagten' genoemd. Kleigrond werd aan de zuidzijde van Ouddorp meestal "omgezet". Met het omzetten van de kleigrond werd de betere klei naar boven gehaald en het arme zand naar onderen verwerkt. Om die reden zijn in het zuidelijke deel van Ouddorp minder zandwallen dan in het noordelijke deel.
Met het opwerpen van de zandwallen ontstonden er kleine smalle akkers van maximaal 120 x 50 meter. Op de akkers ontstond ook een microklimaat dat ervoor zorgde dat de gewassen op de akkers doorgaans eerder waren te oogsten dan op de onbeschutte akkers elders in het land.
Het probleem met het zand deed zich vooral aan de kust voor. Elders werden ook wel schurvelingen aangelegd door een greppel te graven en het zand in wallen rondom de akkers te leggen. Een schurveling gaat dan gepaard met een greppel. In Ouddorp is een greppel vaak niet meer aanwezig. Wanneer de eerste schurvelingen aangelegd zijn is niet bekend, maar in de Middeleeuwen bestonden ze al. In Ouddorp zijn nog enkele plaatsen waar men schurvelingen, al dan niet met greppels, kan terug vinden in het landschap.

## Voordelen
- De vruchtbare kleigrond die vanonder het zand vrijkwam werd gebruikt om gewassen op te verbouwen, zo werd onder meer de uienteelt mogelijk.
- De akker kwam lager te liggen, en dus dichter bij het grondwater.
- De schurvelingen beschermden tegen stuivend duinzand.
- De schurveling vormde meteen een afzetting voor het vee.
- Zandwallen zorgen voor een microklimaat.

In de loop van de tijd werd de bovenste laag grond nog weleens boven op de schurveling gelegd. Tegenwoordig is dat door diepploegen niet meer nodig. Omdat de schurvelingen vooral bestaan uit zandgrond komen er andere wilde planten op voor dan in de nabije omgeving. Het beste onderhoud voor de zandwallen is om ze in het najaar te maaien en het maaisel af te voeren. Hierdoor wordt voorkomen dat ruderale kruiden als akkerdistel en brandnetel op de zandwallen gaan groeien. Vroeger werd de vegetatie zandwallen kort gehouden door begrazing van de (witte) huisgeit.
Halverwege de 20e eeuw is er bij de verschillende ruilverkavelingen veel zand afgegraven waardoor veel van deze walletjes zijn verdwenen. Ook zijn er diverse zandwallen afgegraven om na de watersnoodramp de gaten in de dijken te vullen.

## Naam
De akker die begrensd werd door de schurveling werd vroeger in Ouddorp een 'hameete', 'haymeete' of 'haygemeete' genoemd. Dat is waarschijnlijk ook de oorsprong van de achternaam 'Hameeteman', die zijn oorsprong in Ouddorp en Goedereede heeft.